# Tapfheim
Tapfheim ist eine Gemeinde im schwäbischen Landkreis Donau-Ries.

## Geografie

### Lage
Der Ort liegt an der Donau, etwa sieben Kilometer südwestlich von Donauwörth. Bis auf Rettingen liegen alle Ortsteile nördlich der Donau, in Rettingen reicht das Gemeindegebiet bis an die untere Zusam.

### Gemeindegliederung
Es gibt 20 Gemeindeteile (in Klammern ist der Siedlungstyp angegeben):
- Abtsholzerhof (Einöde)
- Bäldleschwaige (Einöde)
- Bauernhansenschwaige (Einöde)
- Bergmühle (Einöde)
- Birkschwaige (Weiler)
- Brachstadt (Kirchdorf)
- Donaumünster (Pfarrdorf)
- Dreiwinkelschwaige (Einöde)
- Erlingshofen (Kirchdorf)
- Furtmühle (Einöde)
- Hahnenhof
- Hubelschwaige (Einöde)
- Hundeschwaige (Einöde)
- Kilischwaige (Einöde)
- Obere Hoserschwaige (Einöde)
- Oppertshofen (Pfarrdorf)
- Rettingen (Dorf)
- Rothhahnenschwaige (Einöde)
- Tapfheim (Pfarrdorf)
- Untere Hoserschwaige (Einöde)

Es gibt die Gemarkungen Brachstadt, Erlingshofen, Oppertshofen, Rettingen und Tapfheim.

## Geschichte

### Bis zur Gemeindegründung

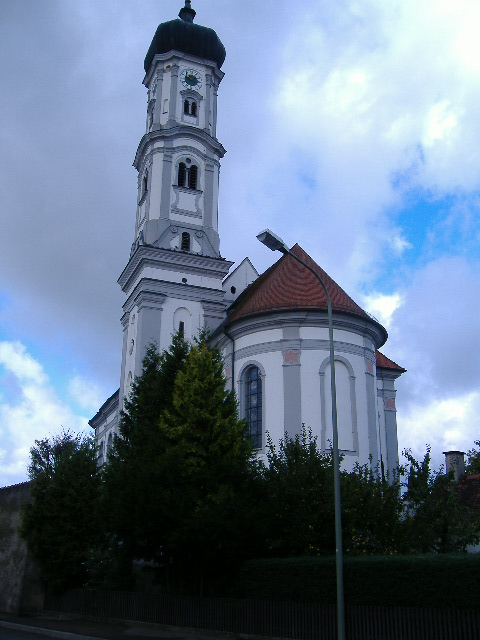
Rokokokirche St. Peter (1747–1749)

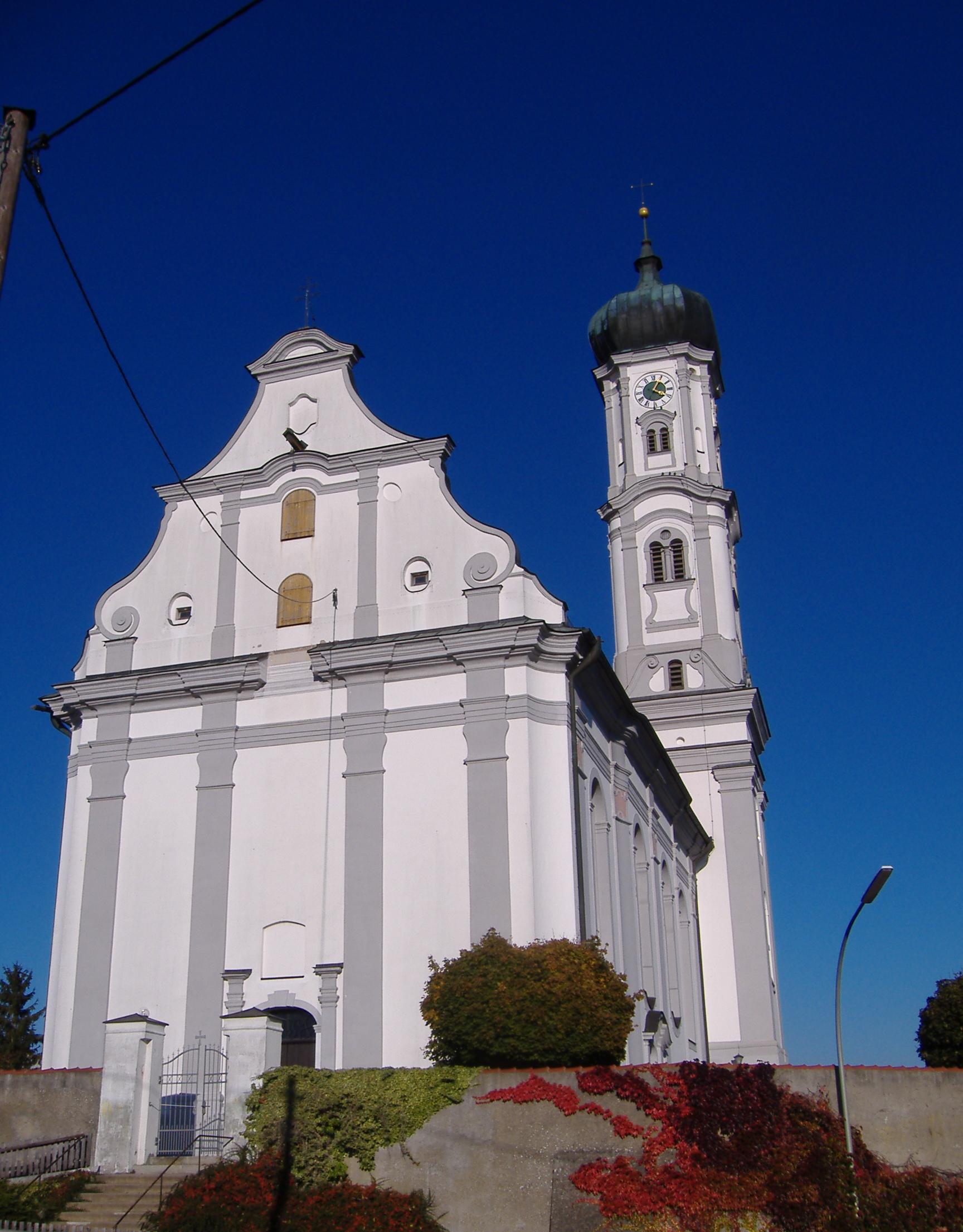
Südfront der Pfarrkirche St. Peter

Tapfheim wurde zwischen 750 und 800 erstmals anlässlich von Güterschenkungen an das Kloster Fulda urkundlich erwähnt. Der Ort war Sitz eines niederen Adels, der Herren von Tapfheim, das von 1067 bis 1401 bezeugt wird. Die Augsburger Bürgerfamilie Küchenmeister („Küchenmeister von Tapfheim“), in der zweiten Hälfte des 14. Jahrhunderts urkundlich erwähnt, war durch besondere Rechte mit Tapfheim verbunden. Ihr Wappen (Einhornrumpf) wurde in der ersten Hälfte des 16. Jahrhunderts in das Siegel des Gerichts Tapfheim übernommen. Nachdem gegen Ende des 14. Jahrhunderts die Hofmark Tapfheim den Herren von Waldkirch gehörte, wurde diese im Jahre 1505 dem neu gegründeten Fürstentum Pfalz-Neuburg zugeteilt. Die Bayernherzöge und die Fürsten von Pfalz-Neuburg setzten Vögte als ihre Verwalter ein, die im Tapfheimer Schloss amtierten. Zum Zisterzienserkloster Kaisheim bestanden zwischen 1269 und 1803 enge kirchliche Beziehungen.

### Geschichten Ortsteile
Quelle: Gemeinde Tapfheim – Geschichte der Ortsteile

#### Brachstadt
Die Ortschaft Brachstadt blickt auf eine lange Geschichte zurück, wobei nicht genau geklärt werden, wann sie gegründet wurde. Das Jahr 1144 gilt jedoch offiziell als Erstnennungsjahr.
Bekannt ist jedoch, dass sie seit dem Spätmittelalter zur Grafschaft Oettingen gehörte. Besitzungen in Brachstadt hatten vor allem die Grafschaft Oettingen, Heilig Kreuz in Donauwörth und das Stift Kaisheim. Nachdem Brachstadt im 16. Jahrhundert protestantisch geworden war, wurde es 1622 mit der protestantischen Pfarrei in Oppertshofen zusammengelegt.
Das Dorf wurde in verschiedene kriegerische Auseinandersetzungen hineingezogen, wie etwa dem Schmalkaldischen Krieg, dem Dreißigjährigen Krieg oder dem Spanischen Erbfolgekrieg.

#### Donaumünster
Wann genau der Ort gegründet wurde, ist nicht bekannt. Allerdings kann man aus dem Ortsnamen, der vermutlich vom lateinischen Namen ‚monasterium’ (Kloster) abzuleiten ist, schließen, dass die Ortsgründung erst nach der Christianisierung (ab dem 8. Jahrhundert) erfolgte. Bis 1923 hieß Donaumünster übrigens nur ‚Münster’.
Im Mittelalter existierte sogar das Adelsgeschlecht der ‚Herren zu Münster’ und eine ‚Burg bei Münster’, wohl der Sitz der Herren zu Münster. Ab dem Jahr 1365 übernahm das Kloster Heilig Kreuz die Ortschaft vom Bodenseekloster Reichenau, das Donaumünster vorher besessen hatte. Donaumünster lag zwar offiziell im Gebiet des Fürstentums Pfalz-Neuburg, hatte allerdings erhebliche Sonderrechte. Gelegentliche Eingriffe und Streitigkeiten zwischen Pfalz-Neuburg und Heilig Kreuz kamen allerdings immer wieder vor. Im Jahre 1803, nach der Säkularisation, kam Münster an die Fürsten von Oettingen-Wallerstein. Die gemeinsame 750/800-Jahrfeier von Donaumünster und Erlingshofen fand im Jahre 1996 statt.
Zwischen 1720 und 1730 erbaute das Kloster ein barockes Vogtsgebäude mit schlossartigen Zügen, das vom Kloster ursprünglich als Sommerresidenz genutzt wurde. Dieses ehemalige Vogthaus ist das heutige Schloss, das seit den 1940er Jahren dem Dichter und Alchemisten Alexander von Bernus als Wohnsitz diente.

#### Erlingshofen
Der exakte Gründungstermin von Erlingshofen ist nicht bekannt, aber die Namensendung auf ‚hofen’ lässt darauf schließen, dass Erlingshofen im 6., 7. oder im frühen 8. Jahrhundert gegründet wurde. Eine frühe Nennung stammt wohl aus dem Jahr 1190, aus einem Dokument des Stifts St. Ulrich und Afra aus Augsburg, das seine Besitzungen in Erlingshofen jedoch im Spätmittelalter aufgab.
Großen Einfluss in Erlingshofen hatten die Marschälle von Pappenheim, die dem Kloster Kaisheim jedoch 1314 ihre Besitzungen verkauften. Bis diese Schenkung jedoch komplett vollzogen war, vergingen jedoch noch 21 Jahre. Im Jahr 1335 bestätigte Kaiser Ludwig die Übergabe.
Bis zur Säkularisierung behielt das Zisterzienserkloster Kaisheim seine Besitzungen in Erlingshofen. Die weltliche Herrschaft in Erlingshofen hatte das Fürstentum Pfalz-Neuburg.
Im Jahr 1996 fand eine gemeinsame 800/750-Jahrfeier von Erlingshofen und Donaumünster statt.

#### Oppertshofen
Oppertshofen liegt im Kesseltal zwischen Waldhügeln an den Ausläufern des Schwäbischen Jura. Im 12. Jahrhundert wurde erstmalig der Ort ‚Oprechtshouen’ in einer Schenkungsurkunde erwähnt, wobei nicht bekannt ist, wann der Ort gegründet wurde.
Die Ortschaft gehörte seit 1368 zur Grafschaft Oettingen, die wie auch das Stift Kaisheim (teilweise auch das Kloster Heilig Kreuz) die zentralen Grundbesitzer waren. Die Ortschaft wurde im 16. Jahrhundert protestantisch und wurde 1622 mit Brachstadt zu einer gemeinsamen Pfarrei zusammengelegt.
Das Dorf wurde mehrmals Zeuge geschichtlicher Ereignisse. So wurde am 11. Oktober 1546 im kaiserlichen Feldlager bei Oppertshofen im Schmalkaldischen Krieg die sogenannte ‚Verzeihungsurkunde’ von Kaiser Karl V. unterschrieben, in der der Stadt Donauwörth, die in Ungnade gefallen war, ‚verziehen’ wurde. Der Dreißigjährige Krieg traf Oppertshofen mit voller Härte: Zwischenzeitlich standen nur noch drei Häuser.
Das letzte Mal rückt das Dorf 1704 in den Fokus kriegerischer Auseinandersetzungen: Vor der Schlacht von Blindheim nahmen die österreichischen Truppen unter Prinz Eugen bei Oppertshofen Aufstellung und zogen dann Richtung Schlachtfeld.

#### Rettingen
Rettingen und die Höfe im so genannten ‚Schwaigenwinkel’ zwischen Donau und Zusam haben eine ganz eigene Geschichte: Die weltliche Macht besaß die Markgrafschaft Burgau. Bezüglich des Grundbesitzes und der kirchlichen Herrschaft erwarb sich das Kloster Heilig Kreuz aus Donauwörth viele Rechte.
Wann Rettingen als Ort entstand ist nicht bekannt, allerdings entwickelte sich Rettingen aus den Einzelhöfen, den ‚Schwaigen’, südlich der Donau. Die Schwaigen existieren wohl seit dem 13. Jahrhundert und waren ursprünglich Viehhöfe, da damals im Donautal vorwiegend Weidewirtschaft betrieben wurde.

#### Tapfheim
Aufgrund seiner günstiger Lage war der Ort seit der Frühzeit immer wieder besiedelt. Funde aus Mittel-, Jungsteinzeit, aus Hallstatt-, Kelten- und Römerzeit bestätigen das und schon in Frühzeiten war Tapfheim wie auch heute ein typisches Straßendorf; denn während der Römerzeit lag Tapfheim direkt an einer alten Römerstraße, die sich in etwa mit dem Verlauf der B 16 deckt.
Das erste Mal, dass Tapfheim in einer voll datierten Urkunde genannt wird, ist dam 29. Juni 1067. Hier wird ein ‚Rudolph von Tapfheim’ in einer Güterschenkung an das Stift St. Peter am Perlach in Augsburg als Zeuge der Schenkung genannt. Im 11. und 12. Jahrhundert findet sich ein Edelfreiengeschlecht in Tapfheim, allerdings fällt ab Mitte des 13. Jahrhunderts Tapfheim unter die Herrschaft der Wittelsbacher, welche Tapfheim dann an das Fürstentum Pfalz-Neuburg, einen ‚Ableger’ der Wittelsbacher vergaben.
Daneben gelangte auch das Zisterzienserstift Kaisheim ab dem 13. Jahrhundert zu erheblichem Einfluss in Tapfheim. Zwischenzeitlich verlor das Kloster Kaisheim seine Rechte wieder, gelangte aber 1692 wieder zu seinen alten Rechten und behielt diese bis zur Säkularisation.
Während der Schlacht von Blindheim (1704), die den Spanischen Erbfolgekrieg mit entschied, sollen Engländer und Österreicher ihre Truppen von der Tapfheimer Kirche aus geleitet haben.
Am 1. Juli 1972 wurde Tapfheim während der Gebietsreform ein Teil des Landkreises Donau-Ries und wurde zusammen mit Brachstadt, Donaumünster, Erlingshofen, Oppertshofen und Rettingen ein Teil der neuen Großgemeinde Tapfheim.

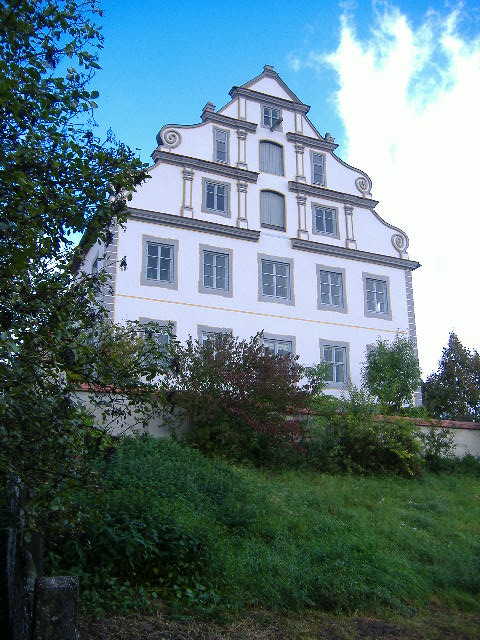
Südgiebel vom Schloss Tapfheim

### Eingemeindungen
| Ehemalige Gemeinde | Wappen       | Gemeindeteile | Einwohner (1970) | Datum      | Anmerkung                                                                            |
| ------------------ | ------------ | --- | ---------------- | ---------- | ------------------------------------------------------------------------------------ |
| Brachstadt         | Brachstadt   | Abtsholzerhof, Brachstadt | 332              | 01.07.1972 |                                                                                      |
| Donaumünster       | Donaumünster | Donaumünster, Furtmühle | 599              | 01.07.1972 | Umbenennung am 12. Februar 1924 (vorher Gemeinde Münster)                            |
| Erlingshofen       | Erlingshofen | Erlingshofen | 601              | 01.07.1972 |                                                                                      |
| Oppertshofen       | Oppertshofen | Oppertshofen | 318              | 01.07.1972 |                                                                                      |
| Zusum-Rettingen    | Rettingen    | Bäldleschwaige, Bauernhansenschwaige, Birkschwaige, Dreiwinkelschwaige, Hubelschwaige, Hundeschwaige, Kilischwaige, Obere Hoserschwaige, Rettingen, Rothahnenschwaige und Untere Hoserschwaige | 134              | 01.07.1972 | Umgliederung der Gemeindeteile Quellhaus und Zusam mit 81 Einwohnern nach Donauwörth |

### Einwohnerentwicklung
Zwischen 1988 und 2018 wuchs die Gemeinde von 3487 auf 3879 um 392 Einwohner bzw. um 11,2 %.

## Politik

### Bürgermeister
Erste Bürgermeister ist Marcus Späth. Er ist seit 11. Dezember 2022 im Amt. Seine Vorgänger waren Karl Malz (2004–2022), Alfred Stöckl (1986–2004) und Johannes Strasser (1972–1986), der anschließend (1986–2003) Abgeordneter im Bayerischen Landtag war. Malz wurde am 10. Oktober 2010 und am 9. Oktober 2016 jeweils ohne Gegenkandidat mit jeweils 96 % wieder gewählt. Zur Wahl am 22. Oktober 2022 trat er nicht mehr an. Bei dieser Wahl wurde Marcus Späth (Unabhängige Liste) mit 66 % zum Bürgermeister gewählt, einziger Gegenkandidat war Alexander Wolfinger (CSU).

### Gemeinderat
Bei der Kommunalwahl am 15. März 2020 ergab sich bei einer Wahlbeteiligung von 63,2 % folgende Besetzung des Gemeinderates in der Amtszeit 2020 bis 2026:
- CSU mit  5 Sitzen
- SPD mit  2 Sitzen
- PWG mit  4 Sitzen
- UBG mit  4 Sitzen
- Die Linke/Alternative mit  1 Sitz

Im Gemeinderat der Wahlperiode 2014 bis 2020 waren vertreten:
- CSU mit  5 Sitzen
- SPD mit  3 Sitzen
- PWG mit  4 Sitzen
- UBG mit  3 Sitzen
- Die Linke/Alternative mit 1 Sitz

## Wappen
|  | Blasonierung: „Geteilt; oben gespalten von Gold und Blau, vorne ein rot gezungter blauer Einhornrumpf, hinten der goldene Buchstabe K; unten in Silber ein rotes Andreaskreuz, das am Kreuzungspunkt mit einer rot bordierten goldenen Kugel belegt ist, darin ein rotes Doppelkreuz mit rotem Fußbalken.“ |
|  | |

## Wirtschaft und Infrastruktur

### Gewerbebetriebe
Am 30. Juni 2017 gab es nach der amtlichen Statistik 454 sozialversicherungspflichtig Beschäftigte am Arbeitsort und 1689 am Wohnort. Damit war die Zahl der Auspendler um 1235 höher als die Zahl der Einpendler. 25 Einwohner waren arbeitslos.
Im Jahr 2016 bestanden 60 landwirtschaftliche Betriebe; von der Gemeindefläche waren 2858 ha landwirtschaftlich genutzt.
Vier Beherbungsstätten bieten 39 Gästebetten; 2017 wurden 7611 Übernachtungen registriert.

### Gemeindesteuern
Die wesentlichen Steuereinnahmen waren 2017, jeweils in 1000 €: Grundsteuern 447, Gewerbesteuer (netto) 756, Gemeindeanteil an der Einkommensteuer 2551 und Gemeindeanteil an der Umsatzsteuer 78.

### Verkehr
Durch Tapfheim sowie die Gemeindeteile Donaumünster und Erlingshofen verläuft die Bundesstraße 16. Am Hauptort befindet sich der Bahnhof Tapfheim an der Bahnstrecke Ingolstadt–Neuoffingen.

### Bildung
In der Gemeinde gibt es zwei Kindertageseinrichtungen mit 157 genehmigten Plätzen; 2018 waren davon 148 Plätze belegt. 2018 besuchten die Grundschule 126 Schüler in sechs Klassen. Alle weiterführenden Schulen sind in Donauwörth. Seit 1976 gibt es eine Außenstelle der Volkshochschule Donauwörth.

### Rundfunk

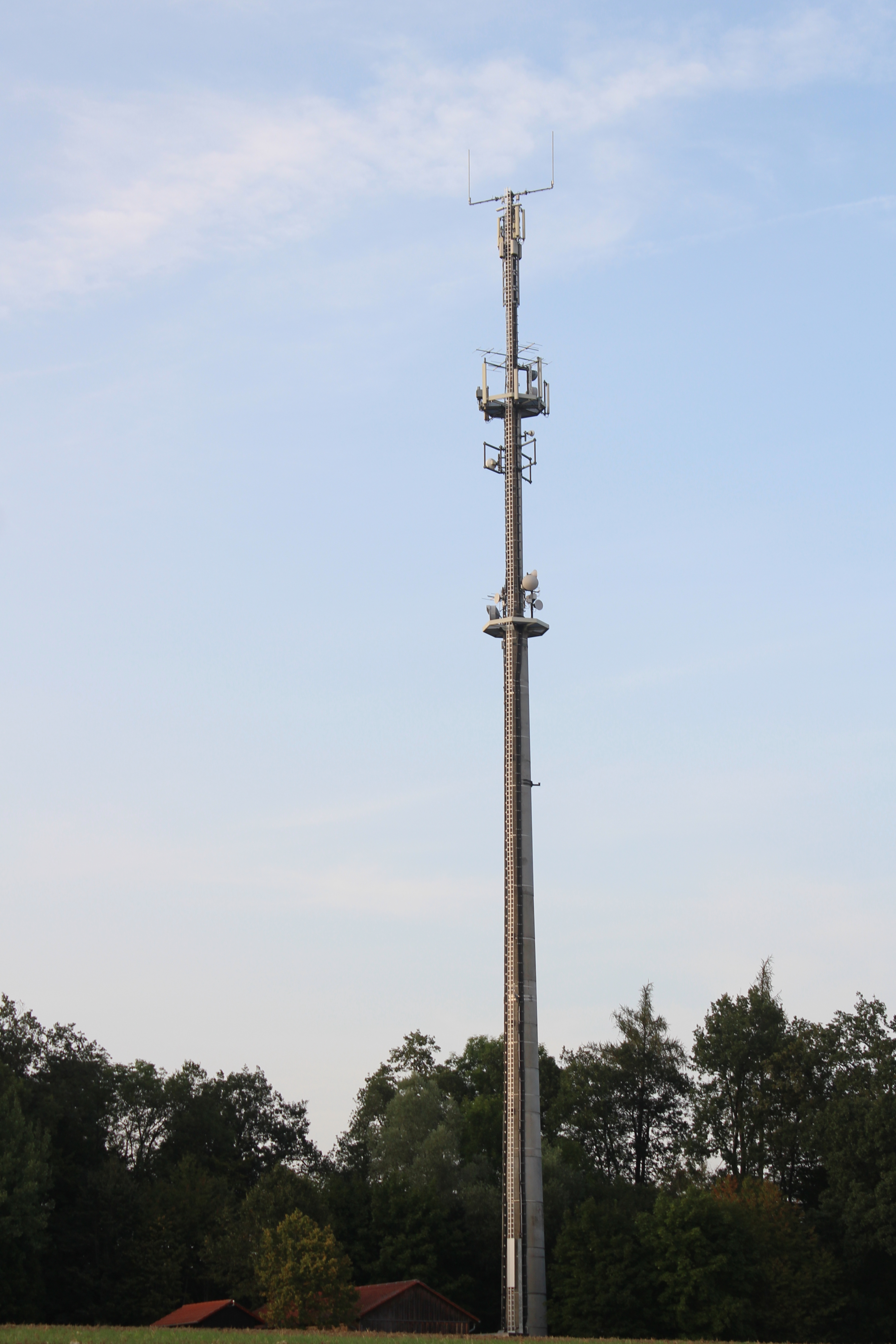
Tapfenturm

Der Tapfenturm ist ein 78 Meter hoher Sendeturm aus Fertigbeton, der zur Verbreitung des Radioprogramms von Hitradio RT1 Nordschwaben auf 97,1 MHz mit 100 W ERP dient.

## Freizeit, Kultur und Sehenswürdigkeiten

### Kirchen und Klöster
- Friedenskapelle bei Tapfheim[8]
- Mariä Himmelfahrt in Donaumünster
- Maria Magdalena in Brachstadt[9]
- St. Blasius in Oppertshofen[10]
- St. Peter in Tapfheim[11]
- St. Vitus in Erlingshofen[12]
- St. Wendelin in Rettingen[13]
- Waldkapelle Maria Magdalena bei Erlingshofen[14]
- Wieskapelle in Donaumünster[15]

### Freizeiteinrichtungen
In der Grundschule befindet sich die Gemeindebücherei. Hier können fast 9.400 Medien (Bücher, Filme etc.) ausgeliehen werden. Zusätzlich werden regelmäßige Autorenlesungen und andere kleinere Veranstaltungen rund um Bücher & Filme dort abgehalten.